# Nauru Police Force
La Nauru Police Force è il corpo di polizia dello stato insulare di Nauru.

## Storia
La Nauru Police Force è stata istituita con il  Nauru Police Force Act del 26 gennaio 1972, più volte emendato.

## Qualifiche
Il Nauru Police Force prevede le seguenti qualifiche, create su modello della Australian Federal Police:

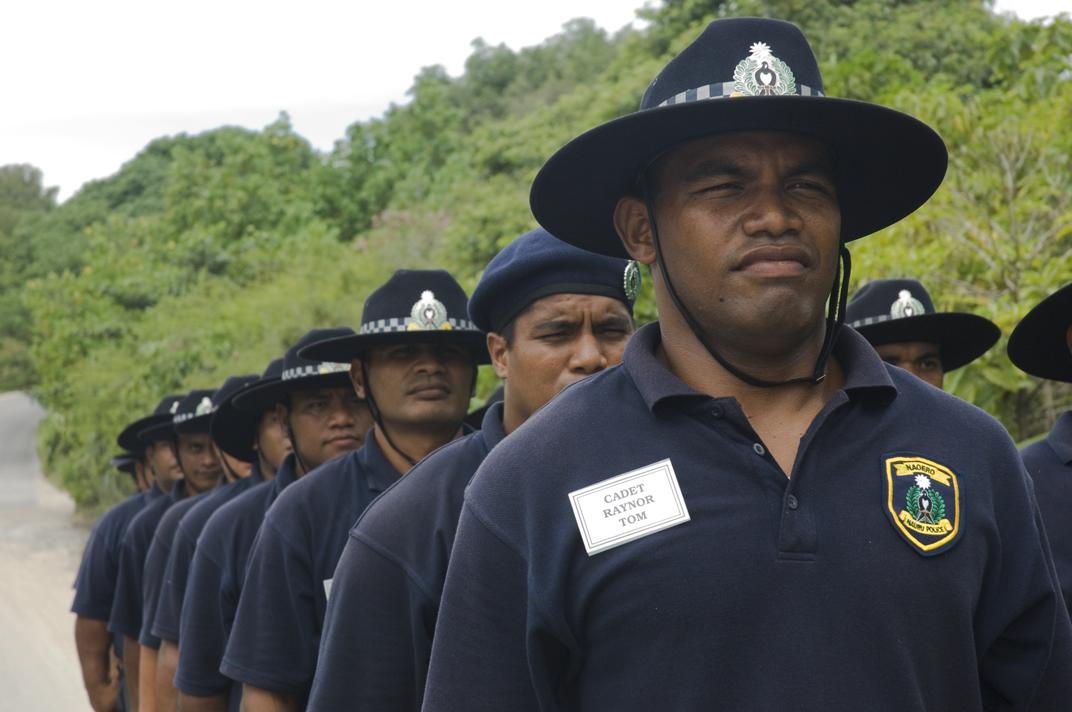
Cadetti della polizia nauruana nel 2007.

- cadet constable
- constable
- director
- inspector
- non-commissioned officer
- police officer
- reserve officer

## Armi
Il Nauru Police Force non è armato, anche se nel 2003 risultavano di proprietà della polizia 23 armi.